# Samosata
Samosata, syr. ܫܡܝܫܛ, 'šmīšaṭ' – starożytne miasto nad Eufratem, stolica ówczesnej Kommageny w Azji Mniejszej w pobliżu Syrii, dzisiejszy Samsat w Turcji, miasto rodzinne Lukiana, twórcy satyry społecznej.
W roku 38. lub 36 p.n.e. Samosata odegrała ważną rolę w czasie walk Rzymian z Partami. Została zaatakowana przez wojska Heroda i Marka Antoniusza. Trwające kilka miesięcy oblężenie miasta zakończyło się w końcu porozumieniem, na mocy którego Rzymianie i ich sojusznicy za cenę wysokiego okupu wycofali się spod miasta.
Około 360 roku biskupem syryjskiej wówczas Samosaty został św. Euzebiusz.
Ruiny Samosaty znajdują się obecnie pod wodami zapory Atatürka (tur. Atatürk Barajı). Współcześni mieszkańcy zostali przesiedleni do nowego miasta Yeni Samsat.